# Rajno Polje
Rajno Polje (izvirno srbsko Рајно Поље) je naselje v Srbiji, ki upravno spada pod Mesto Leskovac; slednja pa je del Jablaniškega upravnega okraja.

## Demografija
V naselju živi 575 polnoletnih prebivalcev, pri čemer je njihova povprečna starost 40,0 let (40,0 pri moških in 40,0 pri ženskah). Naselje ima 173 gospodinjstev, pri čemer je povprečno število članov na gospodinjstvo 4,27.
To naselje je popolnoma srbsko (glede na rezultate popisa iz leta 2002), a v času zadnjih treh popisov je opazno zmanjšanje števila prebivalcev.
|  |

| Demografija | Demografija     | Demografija     |
| Leto        | Št. prebivalcev | Št. prebivalcev |
| ----------- | --------------- | --------------- |
|             |                 |                 |
|             |                 |                 |
|             |                 |                 |
|             |                 |                 |
| 1948        | 711             |                 |
| 1953        | 768             |                 |
| 1961        | 776             |                 |
| 1971        | 807             |                 |
| 1981        | 773             |                 |
| 1991        | 741             | 739             |
| 2002        | 739             | 739             |
|             |                 |                 |

| Etnična sestava po popisu iz leta 2002 | Etnična sestava po popisu iz leta 2002 | Etnična sestava po popisu iz leta 2002 | Etnična sestava po popisu iz leta 2002 | Etnična sestava po popisu iz leta 2002 |
| -------------------------------------- | -------------------------------------- | -------------------------------------- | -------------------------------------- | -------------------------------------- |
| Srbi                                   | Srbi                                   |                                        | 739                                    | 100,0%                                 |
| Neznano                                | Neznano                                |                                        | 0                                      | 0,0%                                   |